# Javi Castellano
Javier Castellano Betancor (Las Palmas de Gran Canaria, España, 2 de noviembre de 1987), conocido como Javi Castellano, es un jugador de fútbol español que pertenece al Real Club Recreativo de Huelva de la Segunda Federación. Juega de mediocentro, pudiendo adaptarse al centro de la defensa.

## Trayectoria
Criado en las categorías inferiores de la U. D. Las Palmas, jugó en el filial de 3.ª división. En la temporada 2007-2008 llegó a debutar con el primer equipo, en un partido de copa frente al Villarreal C. F. A mitad de esa misma temporada fue fichado por 30 000€, junto a su hermano gemelo Dani Castellano, por el R. C. D. Mallorca, pasando a jugar en el R. C. D. Mallorca "B".
En la temporada 2008-09 fue cedido a la Cultural Leonesa de Segunda B, para así poder disfrutar de minutos en un equipo puntero de la división de bronce. Llegó a jugar 38 partidos.
En la temporada 2009-10 realizó la pretemporada con el R. C. D. Mallorca llegando a jugar varios partidos, pero el 24 de agosto de 2009 fue cedido al Albacete Balompié para así seguir fogueándose, esta vez ya en Segunda. En enero de 2010 el centrocampista llegó a un acuerdo con los dirigentes del Albacete para desvincularse del club manchego. En esa campaña había disputado 3 partidos de Liga y 1 de Copa.
Tras un breve periodo en el filial mallorquín, volvió a ser cedido por el Mallorca, esta vez al Real Unión Club de la segunda división B española. Al terminar la temporada 2010-11 rescindió su contrato con el Mallorca, para volver, junto a su hermano, a la U. D. Las Palmas. En 2014, tras la decepción del no ascenso a Primera, renovó su contrato hasta 2017.
En la temporada 2014-15 fue pieza fundamental en el ascenso a la máxima categoría. Sin embargo, al año siguiente se lesionó de gravedad en su debut ante el Atlético de Madrid en la primera jornada de liga. Una larga recuperación y una recaída en febrero de 2017, lo tuvieron casi inactivo durante dos temporadas enteras.
En junio de 2017 renovó su contrato por una temporada más. Permaneció en el club hasta junio de 2021, recalando posteriormente en la Unión Deportiva Logroñés de la Primera División RFEF a finales de agosto.Tras finalizar la temporada no renueva con el club riojano y queda libre hasta febrero de 2023, cuando ficha por el Atlético Paso de la Segunda Federación.
En julio de 2023 fichó por la Sociedad Deportiva Logroñés de la Primera Federación.
El 14 de agosto de 2025, pasa a formar parte de la plantilla del Real Club Recreativo de Huelva de la Segunda Federación.

## Clubes
Actualizado al último partido jugado el 14 de mayo de 2023.
| Club                       | País   | Temporada | Competición         | Part. | Goles |
| -------------------------- | ------ | --------- | ------------------- | ----- | ----- |
| Las Palmas Atlético        | España | 2006-07   | Tercera División    | -     | -     |
| Las Palmas Atlético        | España | 2007-08   | Tercera División    | -     | -     |
| U. D. Las Palmas           | España | 2007-08   | Segunda División    | 1     | 0     |
| R. C. D. Mallorca "B"      | España | 2007-08   | Tercera División    | -     | -     |
| Cultural Leonesa (cesión)  | España | 2008-09   | Segunda División B  | 36    | 1     |
| Cultural Leonesa (cesión)  | España | 2008-09   | Promoción a Segunda | 2     | 0     |
| Albacete Balompié (cesión) | España | 2009-10   | Segunda División    | 3     | 0     |
| R. C. D. Mallorca "B"      | España | 2009-10   | Segunda División B  | 14    | 0     |
| Real Unión Club (cesión)   | España | 2010-11   | Segunda División B  | 35    | 2     |
| Real Unión Club (cesión)   | España | 2010-11   | Promoción a Segunda | 2     | 0     |
| U. D. Las Palmas           | España | 2011-12   | Segunda División    | 41    | 0     |
| U. D. Las Palmas           | España | 2012-13   | Segunda División    | 27    | 0     |
| U. D. Las Palmas           | España | 2012-13   | Copa del Rey        | 3     | 0     |
| U. D. Las Palmas           | España | 2013-14   | Segunda División    | 30    | 0     |
| U. D. Las Palmas           | España | 2013-14   | Copa del Rey        | 3     | 0     |
| U. D. Las Palmas           | España | 2014-15   | Segunda División    | 43    | 0     |
| U. D. Las Palmas           | España | 2014-15   | Copa del Rey        | 1     | 0     |
| U. D. Las Palmas           | España | 2015-16   | Primera División    | 1     | 0     |
| U. D. Las Palmas           | España | 2016-17   | Primera División    | 5     | 0     |
| U. D. Las Palmas           | España | 2016-17   | Copa del Rey        | 4     | 0     |
| U. D. Las Palmas           | España | 2017-18   | Primera División    | 23    | 0     |
| U. D. Las Palmas           | España | 2017-18   | Copa del Rey        | 4     | 0     |
| U. D. Las Palmas           | España | 2018-19   | Segunda División    | 18    | 0     |
| U. D. Las Palmas           | España | 2018-19   | Copa del Rey        | 1     | 0     |
| U. D. Las Palmas           | España | 2019-20   | Segunda División    | 29    | 0     |
| U. D. Las Palmas           | España | 2020-21   | Segunda División    | 17    | 0     |
| U. D. Las Palmas           | España | 2020-21   | Copa del Rey        | 1     | 0     |
| U. D. Logroñés             | España | 2021-22   | Primera RFEF        | 31    | 1     |
| Atlético Paso              | España | 2022-23   | Segunda Federación  | 15    | 0     |
| S. D. Logroñés             | España | 2023-24   | Primera Federación  | 32    | 0     |
| Panachaiki                 | Grecia | 2024-25   | Super Liga Griega   | 20    | 1     |
| R.C. Recreativo de Huelva  | España | 2025-act. | Segunda Federación  |       |       |